# Джаврез
Джавре́з (тадж. Ҷаврез) — село у складі Хатлонської області Таджикистану. Входить до складу джамоату імені Абді Авазова Восейського району.
Назва означає осипаючий ячменем. Колишні назви — Арпатугулди та імені Карла Маркса, з 4 жовтня 2011 року — сучасна назва.
Населення — 2845 осіб (2010; 2999 в 2009, 986 в 1979).
Національний склад станом на 1979 рік — таджики.